# Aegilops cylindrica
La cerere cilindrica (Aegilops cylindrica Host, 1802) è una pianta angiosperma monocotiledone appartenente alla famiglia  delle Poacee (o Gramineae, nom. cons.).

## Etimologia
In nome generico (Aegilops) deriva da una parola greca (aegiles) il cui significato è: "preferito dalle capre"; ed è stato dato a causa della sua presunta somiglianza con gli aegiles, una pianta la cui identità è incerta (era inoltre un'erba amata dalle capre). L'epiteto specifico (cylindrica) indica una infiorescenza più o meno a forma cilindrica.
Il binomio scientifico di questa pianta è stato proposto per la prima volta dal botanico croato Nicolaus Thomas Host (1761 - 1834) nella pubblicazione "Icones et Descriptiones Graminum Austriacorum" (Icon. Descr. Gram. Austriac. 2: 6, t. 7 - 1802) del 1802.

## Descrizione

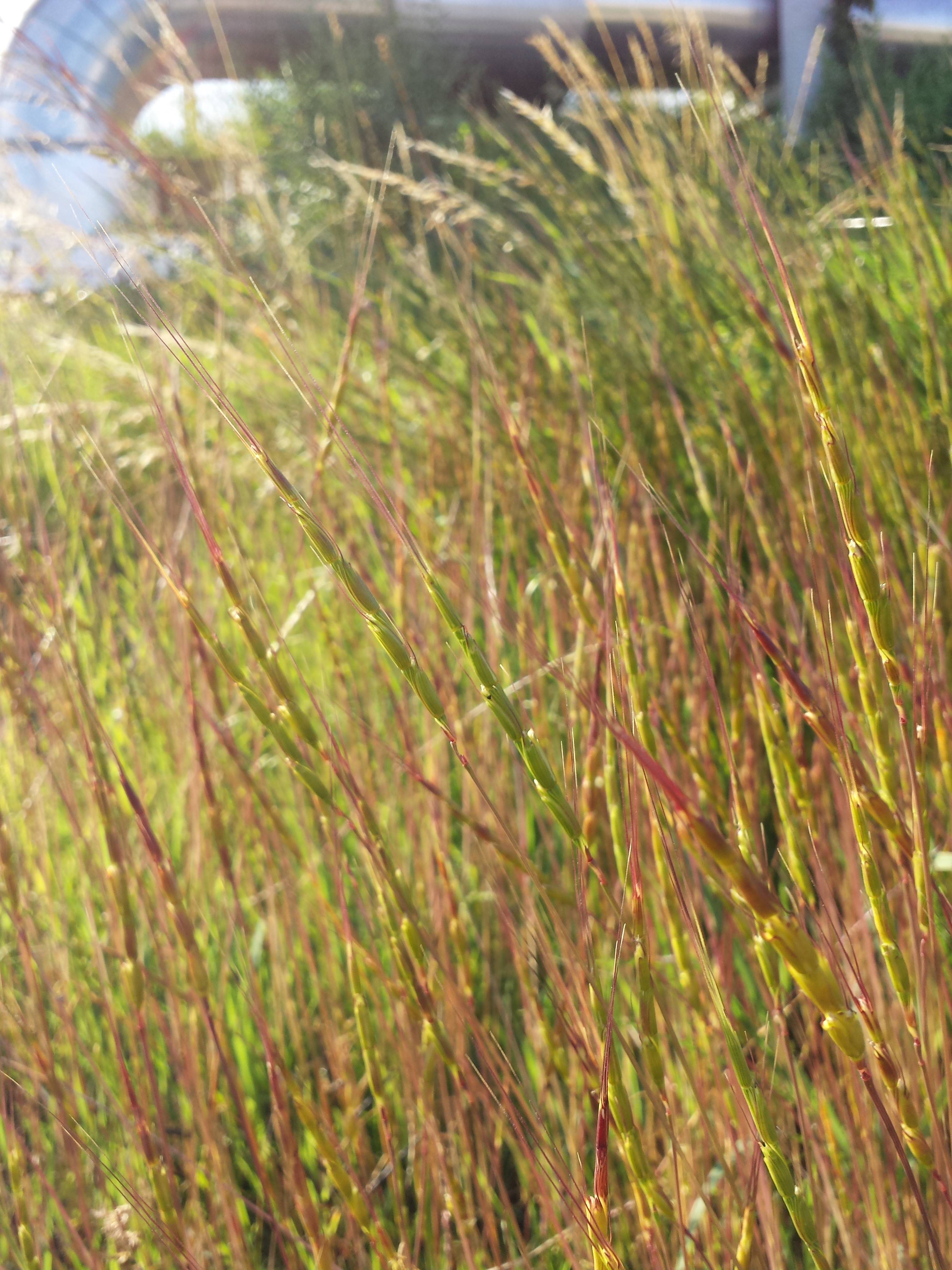
Il portamento

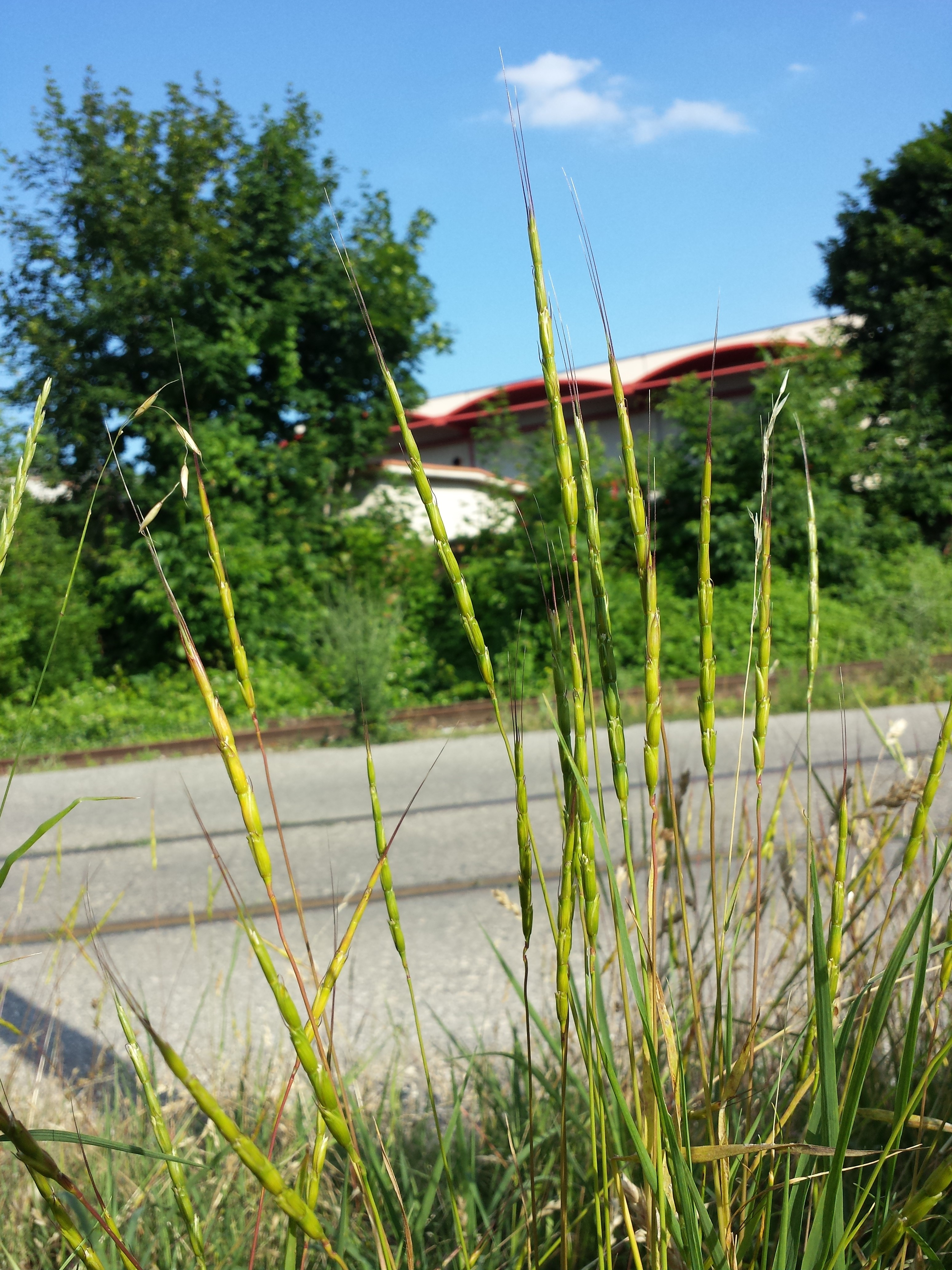
Le foglie

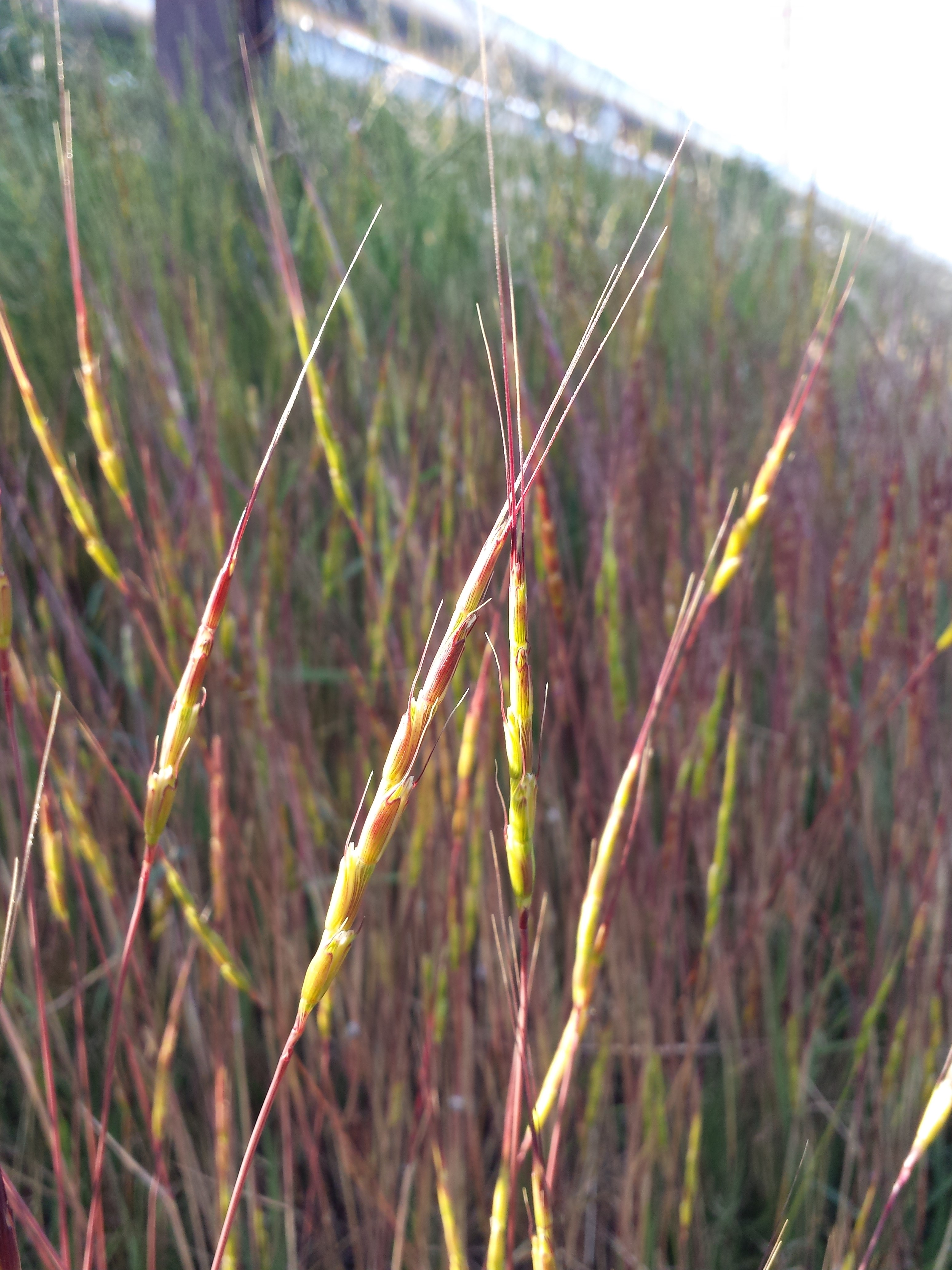
Infiorescenza

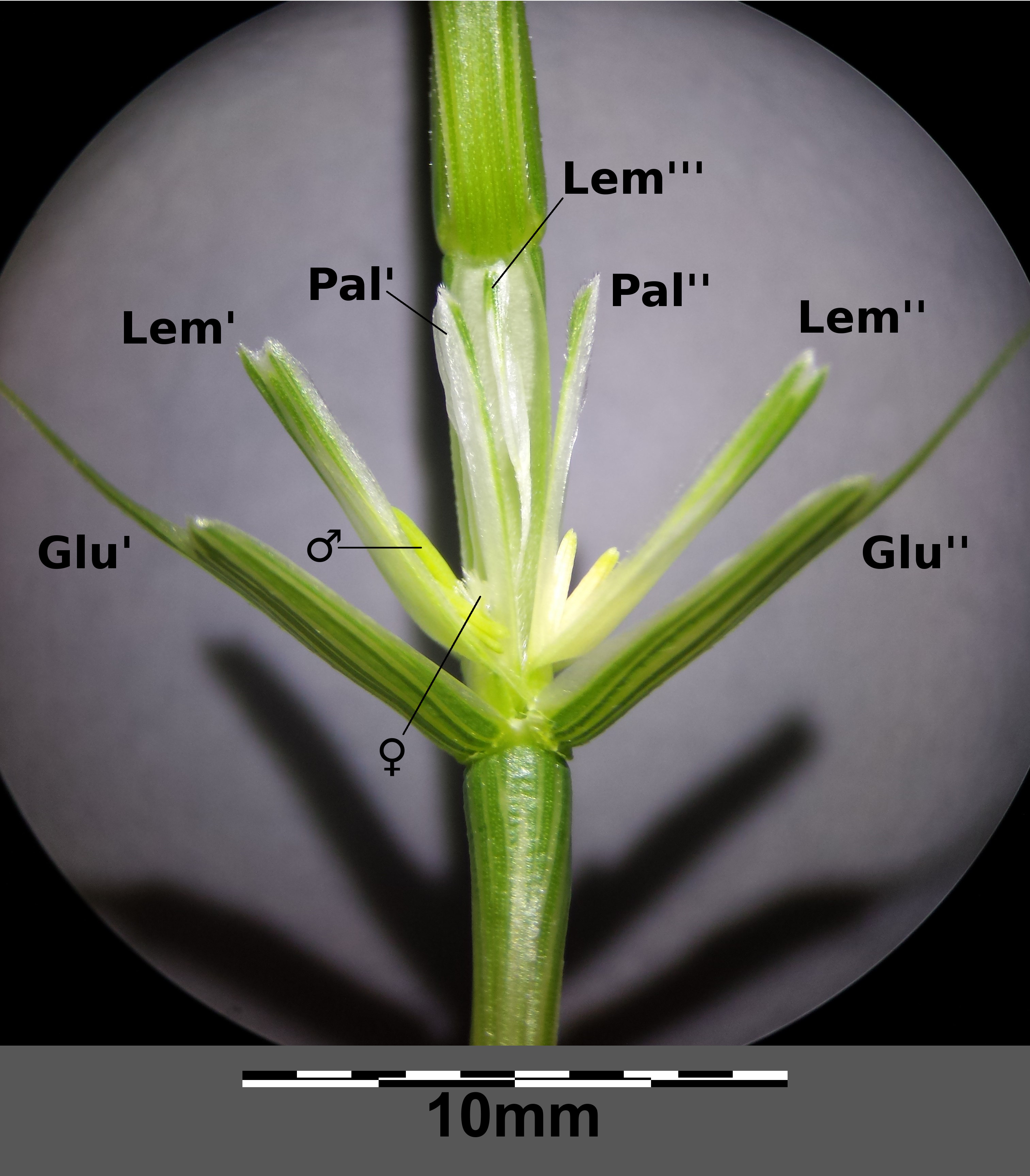
I fiori

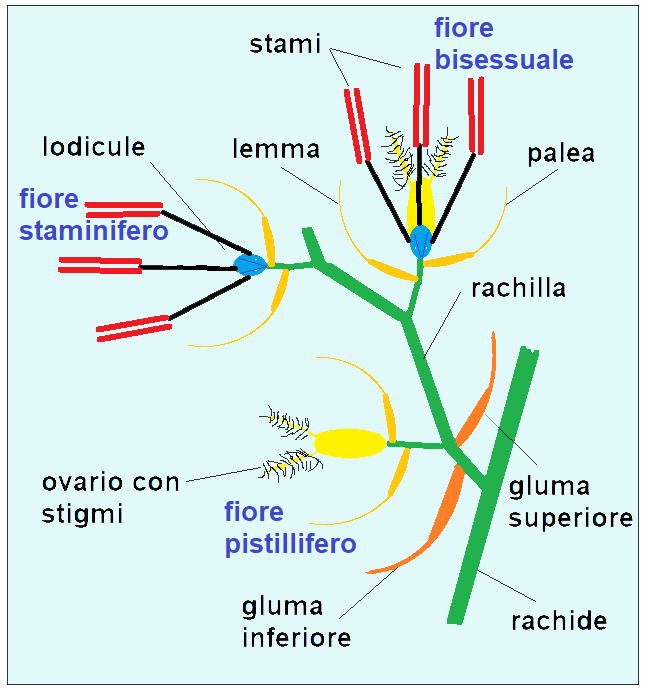
Spighetta generica con tre fiori diversi

Queste piante arrivano ad una altezza di 3 - 6 dm. La forma biologica è terofita scaposa (T scap), ossia in generale sono piante erbacee che differiscono dalle altre forme biologiche poiché, essendo annuali, superano la stagione avversa sotto forma di seme e sono munite di asse fiorale eretto e spesso privo di foglie.

### Radici
Le radici sono più o meno fascicolate.

### Fusto
La parte aerea di queste piante è fascicolata. I culmi possono essere anche molto numerosi con portamento ginocchiato-ascendente o, altre volte, prostrato-diffuso. 

### Foglie
Le foglie lungo il culmo sono disposte in modo alterno, sono distiche e si originano dai vari nodi. Sono composte da una guaina, una ligula e una lamina. Le venature sono parallelinervie. Non sono presenti i pseudopiccioli e, nell'epidermide delle foglia, le papille. 
- Guaina: la guaina è abbracciante il fusto e rigonfia. La consistenza è fogliare e può essere provvista di padiglioni auricolari falcati.
- Ligula: la ligula membranosa, a volte cigliata, è tronca. Lunghezza: 0,5 mm.
- Lamina: la lamina ha delle forme generalmente lineari e piatte con aspetto glauco e superficie più o meno pubescente. Dimensione delle foglie: larghezza 2 – 5 mm; lunghezza 12 cm.

### Infiorescenza
Infiorescenza principale (sinfiorescenza o semplicemente spiga): le infiorescenze, ascellari e terminali, in genere non sono ramificate e sono formate da alcune spighette per nodo con la forma di una pannocchia spiciforme di aspetto cilindrico. Le spighette sono erette (da 4 a 7) e sono subuguali; alla base sono inoltre presenti 1 - 2 spighette vestigiali. La fillotassi dell'inflorescenza inizialmente è a due livelli (o a due ranghi), anche se le successive ramificazioni la fanno apparire a spirale. L'asse dell'infiorescenza è fragile (a volte la disarticolazione può avvenire ai nodi dell'infiorescenza). Lunghezza dell'infiorescenza: 5 – 7 cm (massimo 11 cm escluse le reste).

### Spighetta
Infiorescenza secondaria (o spighetta): le spighette, più o meno cilindriche e non rigonfie, a volte sessili, sottese da due brattee distiche e strettamente sovrapposte chiamate glume (inferiore e superiore), sono formate da 2 a 7 fiori. Possono essere presenti dei fiori sterili; in questo caso sono in posizione distale rispetto a quelli fertili. Alla base di ogni fiore sono presenti due brattee: la palea e il lemma. La disarticolazione avviene con la rottura della rachilla tra i fiori o sopra le glume persistenti. 
- Glume: le glume, con forme ovali, oblunghe o ellittiche, non sono carenate ma con apice bidentato; la consistenza è coriacea; le venature, prominenti, sono da 3 a 11; in genere sono più corte dei fiori. Le glume della spighetta terminale sono provviste di una resta allungata. Lunghezza: 8 mm.
- Palea: la palea è un profillo con alcune venature e margini cigliati; di solito è meno lunga del lemma.
- Lemma: il lemma (carenato o no) a volte è pubescente; l'apice può essere acuminato ed ha una resta; le venature sono da 7 a 11. Lunghezza del lemma: 8 mm. Lunghezza della resta: 4 – 6 mm.

### Fiore
I fiori fertili sono attinomorfi formati da 3 verticilli: perianzio ridotto, androceo  e gineceo.
- Formula fiorale:[8]

*, P 2, A (1-)3(-6), G (2–3) supero, cariosside.
- Il perianzio è ridotto e formato da due lodicule, delle squame traslucide, poco visibili (forse relitto di un verticillo di 3 sepali). Le lodicule sono membranose e non vascolarizzate; spesso sono cigliate ai margini.
- L'androceo è composto da 3 stami ognuno con un breve filamento libero, una antera sagittata e due teche. Le antere sono basifisse con deiscenza laterale. Il polline è monoporato.
- Il gineceo è composto da 3-(2) carpelli connati formanti un ovario supero. L'ovario, pubescente all'apice, ha un solo loculo con un solo ovulo subapicale (o quasi basale). L'ovulo è anfitropo e semianatropo e tenuinucellato o crassinucellato. Lo stilo, che si origina dal lato abassiale dell'ovario, è breve con due stigmi papillosi e distinti.
- Fioritura: da maggio a giugno (luglio).

### Frutti
I frutti sono del tipo cariosside, ossia sono dei piccoli chicchi indeiscenti, con forme da ovate a oblunghe, nei quali il pericarpo è formato da una sottile parete che circonda il singolo seme. In particolare il pericarpo è fuso al seme ed è aderente. L'endocarpo non è indurito e l'ilo è lungo e lineare. L'embrione è lungo 1/3 della lunghezza del frutto ed è provvisto di epiblasto; ha inoltre un solo cotiledone altamente modificato (scutello senza fessura) in posizione laterale. I margini embrionali della foglia non si sovrappongono.

## Biologia
Come gran parte delle Poaceae, le specie di questo genere si riproducono per impollinazione anemogama. Gli stigmi più o meno piumosi sono una caratteristica importante per catturare meglio il polline aereo.
La dispersione dei semi avviene inizialmente a opera del vento (dispersione anemocora) e una volta giunti a terra grazie all'azione di insetti come le formiche (mirmecoria). In particolare i frutti di queste erbe possono sopravvivere al passaggio attraverso le budella dei mammiferi e possono essere trovati a germogliare nello sterco.

## Distribuzione e habitat

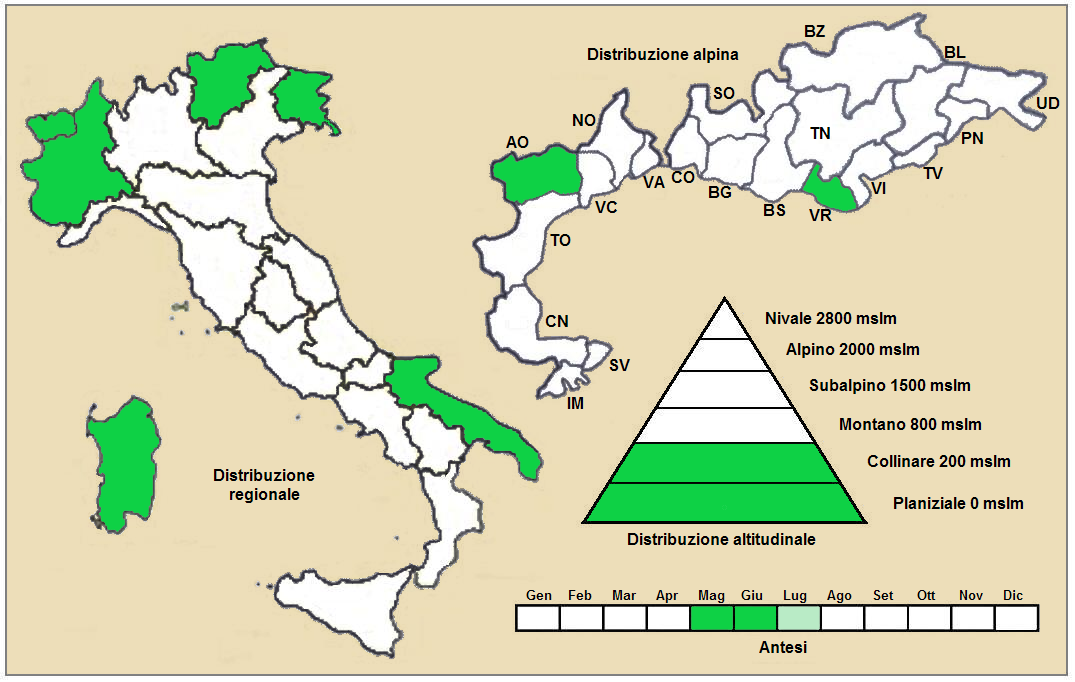
Distribuzione della pianta
(Distribuzione regionale – Distribuzione alpina)

- Geoelemento: il tipo corologico (area di origine) è Sud Est Europeo - Pontico o anche Sud Ovest Asiatico.
- Distribuzione: in Italia è una specie molto rara e si trova solamente in poche località. Nelle Alpi si trova prevalentemente in Valle d'Aosta. Fuori dall'Italia, sempre nelle Alpi, questa specie si trova in Francia (dipartimenti di Alpes-de-Haute-Provence, Hautes-Alpes, Alpes-Maritimes e Drôme). Sugli altri rilievi europei collegati alle Alpi si trova nel Massiccio Centrale, Monti Balcani e Carpazi.[18] Nel resto dell'Europa e dell'areale del Mediterraneo questa specie si trova soprattutto nell'Europa Orientale-meridionale, Transcaucasia, Anatolia e Asia mediterranea[19]
- Habitat: gli habitat tipici per questa pianta sono gli incolti e i ruderi. È considerata una specie infestante. Il substrato preferito è calcareo ma anche siliceo con pH neutro, medi valori nutrizionali del terreno che deve essere arido.[18]
- Distribuzione altitudinale: sui rilievi queste piante si possono trovare fino a 600 m s.l.m.; nelle Alpi frequentano i seguente piano vegetazionale: collinare (oltre a quello planiziale – a livello del mare).

### Fitosociologia
Dal punto di vista fitosociologico alpino Aegilops cylindrica appartiene alla seguente comunità vegetale:
- Formazione: delle comunità terofiche pioniere nitrofile
  - Classe: Stellarietea mediae

## Tassonomia
La famiglia delle Poacee comprende circa 800 generi e oltre 9.000 specie. È una delle famiglie più numerose e più importanti del gruppo delle monocotiledoni. La famiglia è suddivisa in 12 sottofamiglie, il genere Aegilops fa parte della sottofamiglia Pooideae, tribù Hordeeae.

### Filogenesi
Il genere Aegilops fa parte della tribù Hordeeae (supertribù Triticodae T.D. Macfarl. & L. Watson, 1982). La supertribù Triticodae comprende tre tribù: Littledaleeae, Bromeae e Hordeeae. All'interno della supertribù, la tribù Hordeeae forma un "gruppo fratello" con la tribù Bromeae.
Il genere Aegilops si presenta con una "evoluzione reticolata" per fenomeni di ibridazione, o per il trasferimento orizzontale di geni ma anche per l’endosimbiosi.
Il numero cromosomico per A. cylindrica è: 2n = 14, 28, 42 e 48.

### Sinonimi
Questa entità ha avuto nel tempo diverse nomenclature. L'elenco seguente indica alcuni tra i sinonimi più frequenti:
- Aegilops caudata subsp. cylindrica (Host) Hegi
- Aegilops caudata var. cylindrica Fiori
- Aegilops caudata var. hirsuta Hegi
- Aegilops cylindrica var. albescens Popova
- Aegilops cylindrica subsp. aristulata Zhuk.
- Aegilops cylindrica var. aristulata (Zhuk.) Tzvelev
- Aegilops cylindrica f. brunnea (Popova) K.Hammer
- Aegilops cylindrica var. brunnea Popova
- Aegilops cylindrica f. ferruginea (Popova) K.Hammer
- Aegilops cylindrica var. ferruginea Popova
- Aegilops cylindrica var. flavescens Popova
- Aegilops cylindrica f. fuliginosa (Popova) K.Hammer
- Aegilops cylindrica var. fuliginosa Popova
- Aegilops cylindrica var. hirsuta (Hegi) Hegi
- Aegilops cylindrica var. kastoriana Karat.
- Aegilops cylindrica var. multiaristata Jansen & Wacht.
- Aegilops cylindrica subsp. pauciaristata (Eig) Chennav.
- Aegilops cylindrica var. pauciaristata Eig
- Aegilops cylindrica f. prokhanovii (Tzvelev) K.Hammer
- Aegilops cylindrica var. prokhanovii Tzvelev
- Aegilops cylindrica var. pubescens Jansen
- Aegilops cylindrica f. rubiginosa (Popova) K.Hammer
- Aegilops cylindrica var. rubiginosa Popova
- Aegilops cylindrica var. rumelica Velen.
- Cylindropyrum cylindricum (Host) Á.Löve
- Cylindropyrum cylindricum subsp. cylindricum
- Cylindropyrum cylindricum subsp. pauciaristatum (Eig) Á.Löve
- Triticum caudatum subsp. cylindricum (Host) Asch. & Graebn.
- Triticum cylindricum (Host) Ces., Pass. & Gibelli
- Triticum cylindricum Cesati, Pass. & Gib.
- Triticum cylindricum var. rumelicum (Velen.) Stoj. & Stef.